# Simon & Simon
Simon & Simon es una serie estadounidense de televisión que contaba las vivencias de dos hermanos investigadores privados que vivían en la ciudad californiana de San Diego, donde revelaban la lealtad y cariño que se tenían entre ellos, siendo además de hermanos, los mejores amigos.

## Reparto
| Actor          | Personaje                      |
| -------------- | ------------------------------ |
| Gerald McRaney | Richard "Rick" Simon           |
| Jameson Parker | Andrew Jackson "A.J." Simon    |
| Mary Carver    | Cecilia Simon                  |
| Eddie Barth    | Myron Fowler (temporadas 1-2)  |
| Jeannie Wilson | Janet Fowler (temporadas 1-2)  |
| Tim Reid       | (temporadas 3-6)               |
| Joan McMurtrey | Abigail Marsh (temporadas 7-8) |

## Emisión internacional
Simon & Simon ha sido emitida en varios países, en el idioma nacional de cada uno de ellos.
| País           | Emisor                           |
| -------------- | -------------------------------- |
| Arabia Saudita | Saudi TV Channel 2 (1986-1988)   |
| Australia      | Seven Network y Prime Television |
| Brasil         | Rede Globo, como Carga Dupla     |
| Canadá         | CBS & CTV y DejaView             |
| Chile          | UCTV                             |
| Colombia       | Cadena 2                         |
| Ecuador        | TC Televisión                    |
| España         | TV3, Galicia: TVG                |
| Estados Unidos | CBS                              |
| Francia        | Antenne 2                        |
| Irlanda        | RTÉ One                          |
| Italia         | Italia 1                         |
| México         | XHGC                             |
| Nueva Zelanda  | Television New Zealand           |
| Reino Unido    | ITV                              |
| Suecia         | Sveriges Television              |
| Turquía        | TRT, Star TV y Kanal D           |

- Datos: Q1968375